# Kuno Fiedler
Kuno Fiedler (* 3. Februar 1895 in Schwiebus; † 13. Mai 1973 in Purasca (Kanton Tessin)) war ein deutsch-schweizerischer evangelischer Theologe und Pfarrer.

## Leben
Fiedler studierte ab 1913 in Leipzig Theologie und war zunächst Pfarrvikar in Planitz in Sachsen. 1918 wurde er in Leipzig mit einer Dissertation über Gustav Theodor Fechner zum Dr. phil. promoviert. Am 23. Oktober desselben Jahres führte er die Haustaufe von Elisabeth Mann durch, dem fünften Kind von Thomas und Katia Mann. Thomas Mann, mit dem er seit 1915 korrespondierte, berichtet darüber in   Hexametern im Gesang vom Kindchen. Manns literarisches Porträt des „geistlichen Jünglings“ ist dabei nicht frei von distanzierter Ironie und verletzte Fiedler; doch „zählte [er] unter den als Einschwärzungsmaterial dem Werk einverleibten Opfern Thomas Manns zu jenen, die sich versöhnen liessen“ (Thomas Sprecher).
Neben dem Kirchenamt publizierte er viel. Seine zunächst anonym erschienene Streitschrift Luthertum oder Christentum? führte 1922 zu seiner Entlassung aus dem Kirchendienst. Er ging in den Schuldienst, erst als Volksschullehrer, dann als Studienrat in Neustadt an der Orla, ab 1930 in Altenburg als Religionslehrer. 
Ende 1932 weigerte sich Fiedler, im Unterricht die von Fritz Sauckel (NSDAP), dem thüringischen Innenminister, verordnete Propaganda durchzuführen. Er lebte danach als Journalist in Dettingen am Main. Zweimal besuchte er Thomas Mann in Küsnacht im August 1934 und im April 1936, bis er am 2. September 1936 ohne Angabe von Gründen verhaftet wurde. Später erfuhr Fiedler, dass die Gestapo ihn verhaftet hatte, weil sie in ihm einen Agenten eines Spionagerings um Thomas Mann vermutete. Fiedler gelang in der dritten Haftwoche die Flucht aus der politischen Abteilung des Würzburger Landgerichtsgefängnisses, der Grenzübertritt erfolgte auf einem Kahn über den Bodensee in die Schweiz, wo er mit der Unterstützung Manns und der Europäischen Zentralstelle für kirchliche Hilfsaktionen eine Stelle als Pfarrer in St. Antönien erhielt und 1947 eingebürgert wurde. Auch begegnete er Thomas Mann nach dessen Rückkehr aus den USA wieder. Ihre Korrespondenz setzte sich bis in Manns Todesjahr fort. Die „bedeutendsten Äusserungen über Religion und Religiosität“, die von Thomas Mann vorliegen, finden sich in Antwortbriefen an Fiedler.
1955 verliess er seine Pfarrei und verbrachte den Ruhestand in völliger Zurückgezogenheit im Tessin.
Gegenüber Thomas Mann bekannte sich Fiedler frühzeitig zu seiner Homosexualität. Er setzte sich auch literarisch-theoretisch mit dem Thema auseinander. In einem Aufsatz von 1923 wertete er (männliche) Homoerotik als „Grundlage alles Grossen, Starken und Zukunftsträchtigen in der Welt“. Auszüge aus seinem Buch Die Liebe der Wenigen (1931) erschienen 1934 in der tschechoslowakischen „Zeitschrift der sexuellen Minderheit“ Hlas (Die Stimme) in tschechischer Übersetzung.

## Schriften
- Die Motive der Fechner'schen Weltanschauung, [= Phil. Dissertation Leipzig 1918], Halle 1918.
- Luthertum oder Christentum? Verlag der Weltwende, Balingen 1922.
- Knoll, Ferdinand (Pseud.): Die Liebe der Wenigen: Eine kulturphilosoph. Vorlesung über Feminismus u. Virilismus, Verlag Der Eigene, Berlin 1931.
- Glaube, Gnade und Erlösung: nach dem Jesus der Synoptiker. Haupt, Bern-Leipzig 1939.
- Inflation der Menschheit (und wie die Natur ihr begegnet). Mit einem Exkurs über den Sinn der Homoerotik. Clou, Egnach 1966